# EOS SAT-1
O EOS SAT-1 é um satélite óptico  de observação da Terra de propriedade para monitoramento de terras agrícolas pela EOS Data Analytics, Inc. (doravante — EOS Data Analytics), um fornecedor global de análise de imagens de satélite alimentadas por IA. O satélite foi construído pelo instrumento de óptica espacial e fabricante de satélites Dragonfly Aerospace e equipado com duas câmeras DragonEye de alta resolução.
O satélite opera dentro da constelação EOS SAT, a primeira constelação de satélites focada na agricultura entre as empresas que utilizam tecnologias de sensoriamento remoto.

## Visão geral
O EOS SAT-1 foi desenvolvido para o EOS Data Analytics, um fornecedor global de análises de imagens de satélite alimentadaspor IA por en:Max Polyakov. É o primeiro satélite dentro da constelação EOS SAT da própria empresa que terá uma capacidade de imagem diária de até 1 milhão de quilômetros quadrados e capturará imagens em 11 bandas espectrais relacionadas ao agro. As câmeras de satélite produzirão imagens pancromáticas e multiespectrais.
Mesmo com apenas um desses satélites no espaço, a EOSDA permite que seus clientes desbloqueiem o potencial para a implementação de práticas de agricultura de precisão,  o que se traduz ainda mais em emissões reduzidas de CO2, diminuição do consumo de energia e água e mais benefícios.
Uma vez totalmente operacionais, os sete pequenos satélites ópticos EOS SAT cobrirão até 100% dos países com as maiores áreas agrícolas e florestais, o que representa 98,5% dessas terras no mundo. Сonstelação de satélites monitorará até 12 milhões de quilômetros quadrados diariamente.

## Produção
A EOS SAT-1 foi construída pelo fabricante de instrumentos de satélite e óptica espacial Dragonfly Aerospace e equipada com duas câmeras DragonEye de alta resolução.
O motor do satélite foi projetado pela SETS (Space Electric Thruster Systems), e a Propulsão de Controle de Voo garantiu a impressão 3D dos componentes e a fabricação dos elementos do corpo. O satélite operará em uma órbita síncrona ao sol, fornecendo imagens constantes da  superfície da Terra iluminada pelo sol.
A EOS Data Analytics obterá imagens de satélite para processá-las e fornecer aos clientes dados de qualidade para tomar decisões informadas no setor agrícola.

## Principais aplicações
O satélite EOS SAT-1 foi projetado para observar a superfície da Terra em espectros ópticos e infravermelhos. Este é o primeiro satélite da constelação especificamente encarregado de monitorar terras agrícolas e florestais. A utilização da tecnologia de satélite tem o potencial de:
1. Evitar o uso excessivo de pesticidas e fertilizantes
2. Reduzir o desperdício de alimentos
3. Abordar os efeitos das alterações climáticas nas terras agrícolas e florestais
4. Tomar decisões informadas com base nos dados de satélite obtidos para mitigar a crise alimentar

1. Reduza as emissões agrícolas de CO2 (dióxido de carbono) otimizando as práticas agrícolas.

O sensoriamento remoto por satélite EOS SAT-1 visa formar uma nova abordagem sustentável para a agricultura,  de acordo com os 6 pilares dos Objetivos de Desenvolvimento Sustentável (ODS) da ONU : 
1. Combater as alterações climáticas e as suas consequências
2. Desenvolver uma forte infraestrutura e implementar inovações
3. Garantir a disponibilidade e o uso sustentável da água e do saneamento para todos
4. Garantir modelos sustentáveis de consumo e produção
5. Acabar com a fome
6. Proteger e restaurar os ecossistemas terrestres.

## Especificações
Uma única cena de satélite EOS SAT-1 cobre um território com 42 km de largura e mais de 1 km de comprimento. A altitude da órbita síncrona do sol do satélite é de 520-560 km.
Potência média da órbita: 140 W.
Vida útil do projeto: 5-7 anos.
Massa: 176,6400 kg.
Tensão do barramento: 24,5 — 33,6 V.
GSD (distância da amostra de solo), resolução:
- pancromática 1,4 m
- multiespectral 2,8 m

Largura da faixa: carga óptica dupla com uma largura de faixa de 44 km para uma altitude de 500 km.
Bandas espectrais — 11 bandas relacionadas com o sector agricola:
- RGB
- 2 bandas NIR
- 3 Bandas RedEdge
- Vapor de água
- Aerossol
- Panela

## Lançar
O satélite foi lançado em 3 de janeiro de 2023, na missão Transporter-6 da SpaceX. O  foguete Falcon 9 decolou da Estação da Força Espacial de Cabo Canaveral (CCSFS) e lançou 114 espaçonaves em órbita, incluindo o satélite EOS SAT-1.

## Progresso da missão
Desde o lançamento na órbita baixa da Terra, o satélite EOS SAT-1 estabeleceu contato e enviou telemetria e dados sobre o status de seus sistemas para a Terra.
O satélite está passando por testes de 3 meses antes de se tornar totalmente operacional. A EOS Data Analytics planeja fornecer as primeiras imagens de satélite EOS SAT-1 em abril de 2023.